# Граф де Эрисейра
Граф де Эрисейра (порт. conde да Ericeira) — португальский аристократический титул, созданный королём Филиппом III 1 марта 1622 года.
- 1-й граф де Эрисейра — Diogo de Menezes (1622—1625)
- 2-й граф де Эрисейра — Fernando de Menezes (1614—1699)[1]
- 3-й граф де Эрисейра — Luís de Meneses (1632—1690)
- 4-й граф де Эрисейра — Francisco Xavier de Meneses (1673—1743)[2]
- 5-й граф де Эрисейра — Luís Carlos Inácio Xavier de Meneses (1689—1742)
- 6-й граф де Эрисейра — Francisco Xavier Rafael de Meneses (1711-?)
- 7-й граф де Эрисейра — Henrique de Meneses (1727—1787)
- 8-й граф де Эрисейра — Luís Eusébio Maria de Meneses Silveira (1780—1844)